# Condado de Lawrence (Illinois)
O Condado de Lawrence é um dos 102 condados do Estado americano de Illinois. A sede do condado é Lawrenceville, e sua maior cidade é Lawrenceville. O condado possui uma área de 968 km² (dos quais 5 km² estão cobertos por água), uma população de 15 452 habitantes, e uma densidade populacional de 7 hab/km² (segundo o censo nacional de 2000). O condado foi fundado em 16 de janeiro de 1821.